# Chikkakuntanahalli, Ramanagara
Chikkakuntanahalli là một làng thuộc tehsil Ramanagara, huyện Ramanagara, bang Karnataka, Ấn Độ.